# Сомервилл (Массачусетс)
Сомервилл (англ. Somerville) — город, расположенный в округе Мидлсекс (штат Массачусетс, США) с населением в 75 754 человека по статистическим данным переписи 2010 года.

## География
По данным Бюро переписи населения США город Сомервилл имеет общую площадь в 10,88 квадратных километров, из которых 10,62 кв. километров занимает земля и 0,26 кв. километров — вода. Площадь водных ресурсов округа составляет 2,39 % от всей его площади.
Город Сомервилл расположен на высоте 4 метра над уровнем моря.

## Демография
| Год переписи                     | Нас.   |  | %±     |
| -------------------------------- | ------ |  | ------ |
| 1850                             | 2540   |  | —      |
| 1860                             | 8025   |  | 215,9% |
| 1870                             | 14685  |  | 83%    |
| 1880                             | 24933  |  | 69,8%  |
| 1890                             | 40152  |  | 61%    |
| 1900                             | 61643  |  | 53,5%  |
| 1910                             | 77236  |  | 25,3%  |
| 1920                             | 93091  |  | 20,5%  |
| 1930                             | 103908 |  | 11,6%  |
| 1940                             | 102177 |  | −1,7%  |
| 1950                             | 102351 |  | 0,2%   |
| 1960                             | 94697  |  | −7,5%  |
| 1970                             | 88779  |  | −6,2%  |
| 1980                             | 77372  |  | −12,8% |
| 1990                             | 76210  |  | −1,5%  |
| 2000                             | 77478  |  | 1,7%   |
| 2010                             | 75754  |  | −2,2%  |
| 1850–2010 Перепись населения США |        |  |        |

По данным переписи населения 2010 года в Сомервилле проживало 75 754 человека, 14 673 семьи, насчитывалось 33 720 домашних хозяйств и 32 105 жилых домов. Средняя плотность населения составляла около 7019,3 человека на один квадратный километр. Расовый состав Сомервилля по данным переписи распределился следующим образом: 69,1 % белых, 6,8 % — чёрных или афроамериканцев, 0,3 % — коренных американцев, 8,7 % — азиатов, 0,06 % — выходцев с тихоокеанских островов, 4,96 % — других народностей. Испаноговорящие составили 10,6 % от всех жителей города.
Из 33 720 домашних хозяйств в 18,8 % — воспитывали детей в возрасте до 18 лет, 32,2 % представляли собой совместно проживающие супружеские пары, в 10,3 % семей женщины проживали без мужей, 53,5 % не имели семей. 31 % от общего числа семей на момент переписи жили самостоятельно, при этом 8,8 % составили одинокие пожилые люди в возрасте 65 лет и старше. Средний размер домашнего хозяйства составил 2,38 человек, а средний размер семьи — 3,06 человек.
Население города по возрастному диапазону по данным переписи 2010 года распределилось следующим образом: 14,8 % — жители младше 18 лет, 15,9 % — между 18 и 24 годами, 42,6 % — от 25 до 44 лет, 16,2 % — от 45 до 64 лет и 10,5 % — в возрасте 65 лет и старше. Средний возраст жителей составил 31 год. На каждые 100 женщин в Сомервилле приходилось 94,9 мужчин, при этом на каждые сто женщин 18 лет и старше приходилось 93,2 мужчин также старше 18 лет.
Средний доход на одно домашнее хозяйство в городе составил 46 315 долларов США, а средний доход на одну семью — 51 243 доллара. При этом мужчины имели средний доход в 36 333 доллара США в год против 31 418 долларов среднегодового дохода у женщин. Доход на душу населения в городе составил 23 628 долларов в год. 8,4 % от всего числа семей в городе и 12,5 % от всей численности населения находилось на момент переписи населения за чертой бедности, при этом 14,3 % из них были моложе 18 лет и 13,6 % — в возрасте 65 лет и старше.

## Известные жители и уроженцы
- Алекс Рокко (1936—2015) — американский актёр. Наиболее известен по роли Мо Грина в фильме «Крёстный отец». Лауреат премии «Эмми».
- Атуотер, Хелен Вудард (1876—1947) — американская писательница, специалист в области домоводства и первый редактор издания Journal of Home Economics.
- Коннолли, Гарольд (1931—2010) — американский легкоатлет, метатель молота, олимпийский чемпион.
- Уоллес, Дэвид Фостер (1962—2008) — американский писатель, представитель «новой искренности», мыслитель и эссеист.
- Хансен, Генри Оливер (1919—1945) — американский морской пехотинец, участник Второй мировой войны. Участвовал в поднятии первого флага США на горе Сурибати (остров Иводзима).
- Хол Клемент (1922—2003) — американский писатель-фантаст, «технарь». Настоящее имя — Гарри Клемент Стаббс.